# キラー・バービーズ
キラー・バービーズ（The Killer Barbies）とは、ヴォーカル兼ギタリストのシルヴィア・スーパースター（Silvia Superstar。本名：シルビア・ガルシア・ピントス、Silvia García Pintos）によって結成されたスペインのパンク・ロック・バンド。
キラー・バービーズはスペインの多作なエクスプロイテーション映画監督ヘスス・フランコの2本の映画『キラー・バービーズ』と『キラー・バービーズVS.怪人ドラキュラ（アンダーブラッディ ）』に主演した。映画の題名（Killer Barbys）から綴りを変更したのは、マテル社がバービーの名前を使うのを見過ごさなかったからである。

## ディスコグラフィ

### シングル
- I Wanna Live in Tromaville（1994年）
- Elvis Live!!（1994年）
- Comic Books（1994年）
- Killer Barbies/Aneurol 50（1995年、split single）
- Love Killer（1996年）
- Freaktown（1996年）
- Attack of the Killer Barbies（1997年、EP）
- Crazy（1997年）
- Mars（2000年）
- Downtown（2000年）
- Gente Pez（2001年）
- Candy（2002年）

### アルバム
- Maqueta（1994年、デモ・テープ）
- Dressed to Kiss（1995年）
- ...Only for Freaks!（1996年）
- Big Muff（1998年）
- Intoxication（1999年）
- Fucking Cool（1999年）
- バッド・テイスト〜シルヴィアは、セクシー・サイコー〜（Bad Taste）（2000年）
- Gente Pez（2001年）
- Sin Is In（2003年）
- Marea de Musica（2003年）with "Bajo Mi Piel"
- Freakshow（2004年、DVD/CDセット）

### コンピレーションからの楽曲
- Xabarin Contra El Doctor No（1995年）from A Cantar Con Xabarin
- Spiderman（1996年） from A Cantar Con Xabarin Volumen III e IV
- Hackers（1996年）from Corsarios Del Chip B.S.O.
- Ma Baker（1996年）from Best in Spain
- These Boots Are Made For Walking（2001年）from Zapping
- A Thing About You（2005年）from A Tribute to Tom Petty

### 映画
- キラー・バービーズ（Killer Barbys、1996年）
- キラー・バービーズVS.怪人ドラキュラ（アンダーブラッディ）（Killer Barbys vs. Dracula、2003年）